# Mecoptera
Mecoptera (do grego Mecos= longo, e ptera= asas), é uma ordem de insetos relativamente pequena, com aproximadamente 550 espécies descritas, das quais 90% pertence às famílias Panorpidae e Bittacidae, sendo muito comuns no hemisfério norte. Entretanto, há um total de 9 famílias já identificadas.

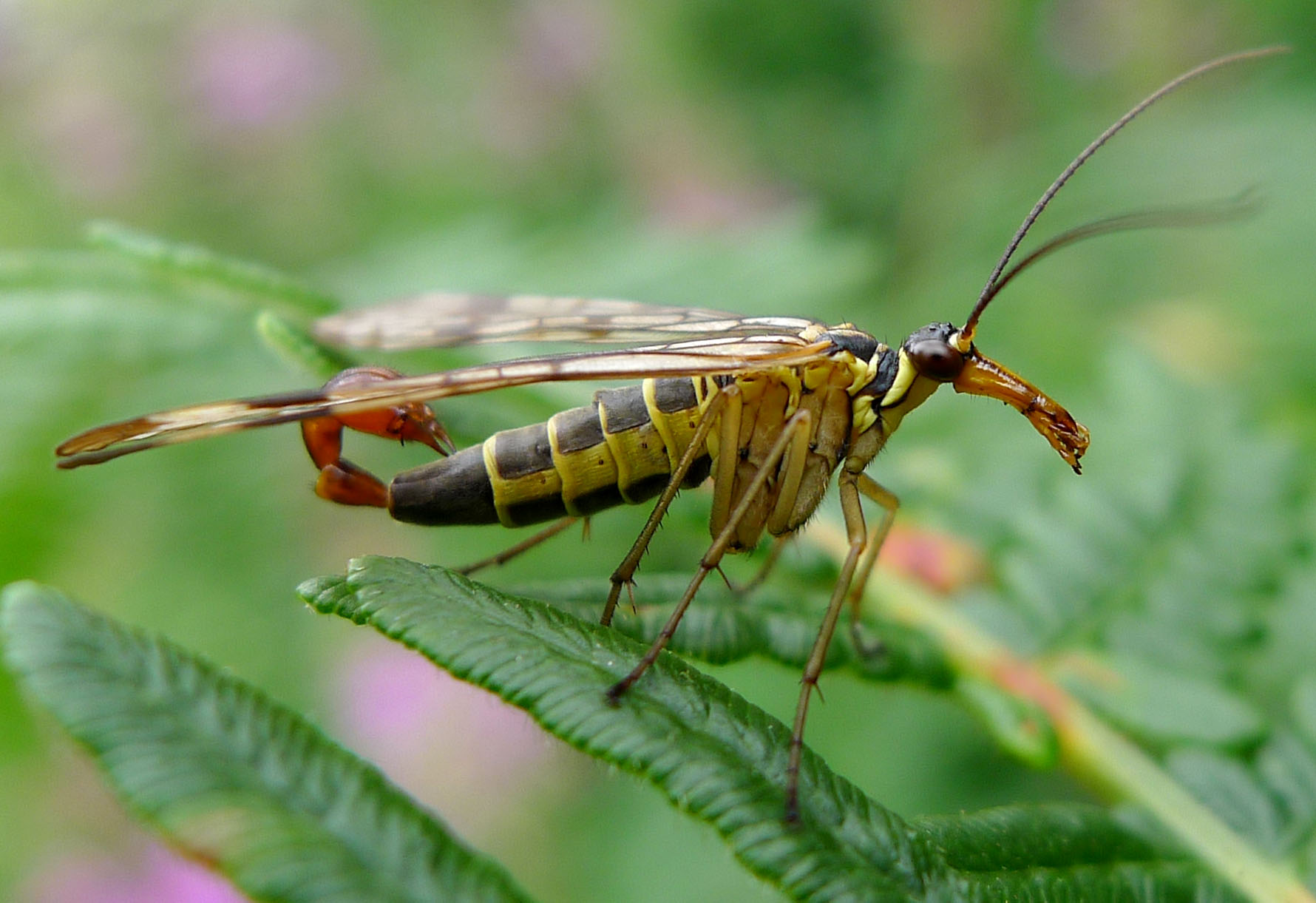
Um macho de Panorpa communis

Os indivíduos adultos geralmente apresentam dois pares de asas estreitas e longas, que dão nome ao grupo, antenas e pernas longas e delgadas e um rostro ventral alongado formado pelas peças bucais mastigadoras, o que confere à cabeça um formato peculiar característico desta ordem. O corpo é dividido em cabeça, tórax e abdômen, tendo este último onze segmentos. Em Panorpidae, o abdômen do macho termina em uma estrutura similar ao ferrão de um escorpião, que é o responsável pelo nome popular de mosca-escorpião dado à ordem, mas que na verdade configura a genitália masculina, não sendo, portanto, capaz de inocular veneno.
Geralmente, membros da ordem Mecoptera são encontrados em locais úmidos, como florestas, apresentando hábito voador diurno. Possuem hábitos alimentares que variam de espécie a espécie, podendo ser herbívoros, predar outros insetos ou consumir néctar.

## História do grupo

### Histórico taxonômico
A ordem Mecoptera conhecida hoje em dia foi criada em 1886 por Packard e orginalmente chamada de Mecaptera devido às longas asas dos animais. Em 1895, porém, Comstock alterou o nome para Mecoptera e este vem sendo usado desde então para designar esta ordem de insetos.
Anterior a essa data (1886), porém, mecópteros eram considerados membros da ordem Diptera, que inclui as moscas e os mosquitos, estando a primeira referência a eles presente no livro “De animalibus insectis libri septem, cum singulorum iconibus ad vivum expressis”, publicado em 1602 por Ulisse Aldrovandi. Esta é, na verdade, a primeira referência definitiva à Mecoptera presente na literatura. Estudiosos acreditam, porém, que no livro “História Natural” de Plínio, o Velho, a referência à escorpiões com asas possa, na verdade, se referir à machos de Panorpidae, família que possui órgão reprodutor similar ao ferrão de um escorpião. De acordo com Figuier, autor de “Les Insectes” (1867), o mesmo valeria para Aristóteles, porém parece haver discordâncias quanto à veracidade dessa afirmação, uma vez que, em sua obra “De Partibus Animalium”, o filósofo e naturalista afirma que escorpiões não são capazes de voar.

## Diversidade
Trata-se de um grupo com poucas espécies quando comparado com outras classes de insetos, como por exemplo Diptera que possui cerca de 150.000 espécies descritas, contando atualmente com 550 espécies e nove famílias. A ordem é cosmopolita, ou seja, podem ser encontrados em todo o mundo, com exceção da Antártica, muito embora sejam mais comuns em ambientes temperados e subtropicais úmidos.
Estudos mostram que as regiões australianas, neoárticas e regiões neotropicais, possuem grande diversidade nos níveis de família e gênero, mas relativamente poucas espécies. Já as regiões etíopes, orientais e paleárticas apresentam pequena diversidade ao nível de família e gênero, mas grande diversidade ao nível de espécies.
Em dados aproximados por região:

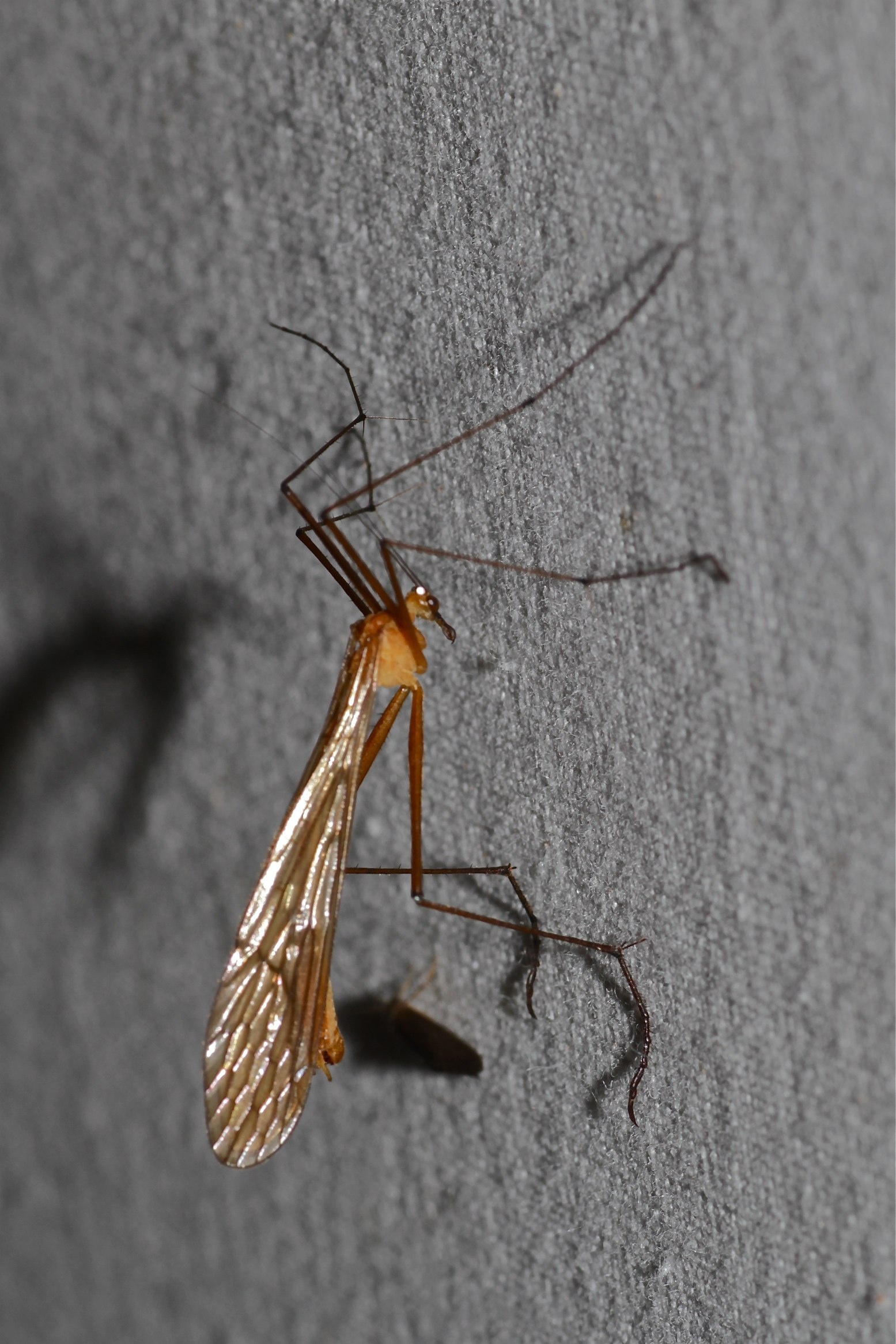
Bittacus sp.

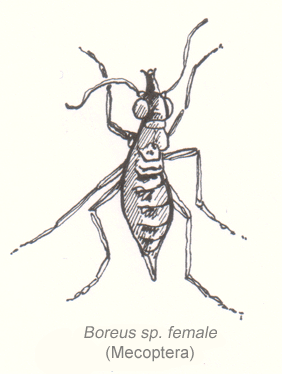
Ilustração de um Boreus sp.

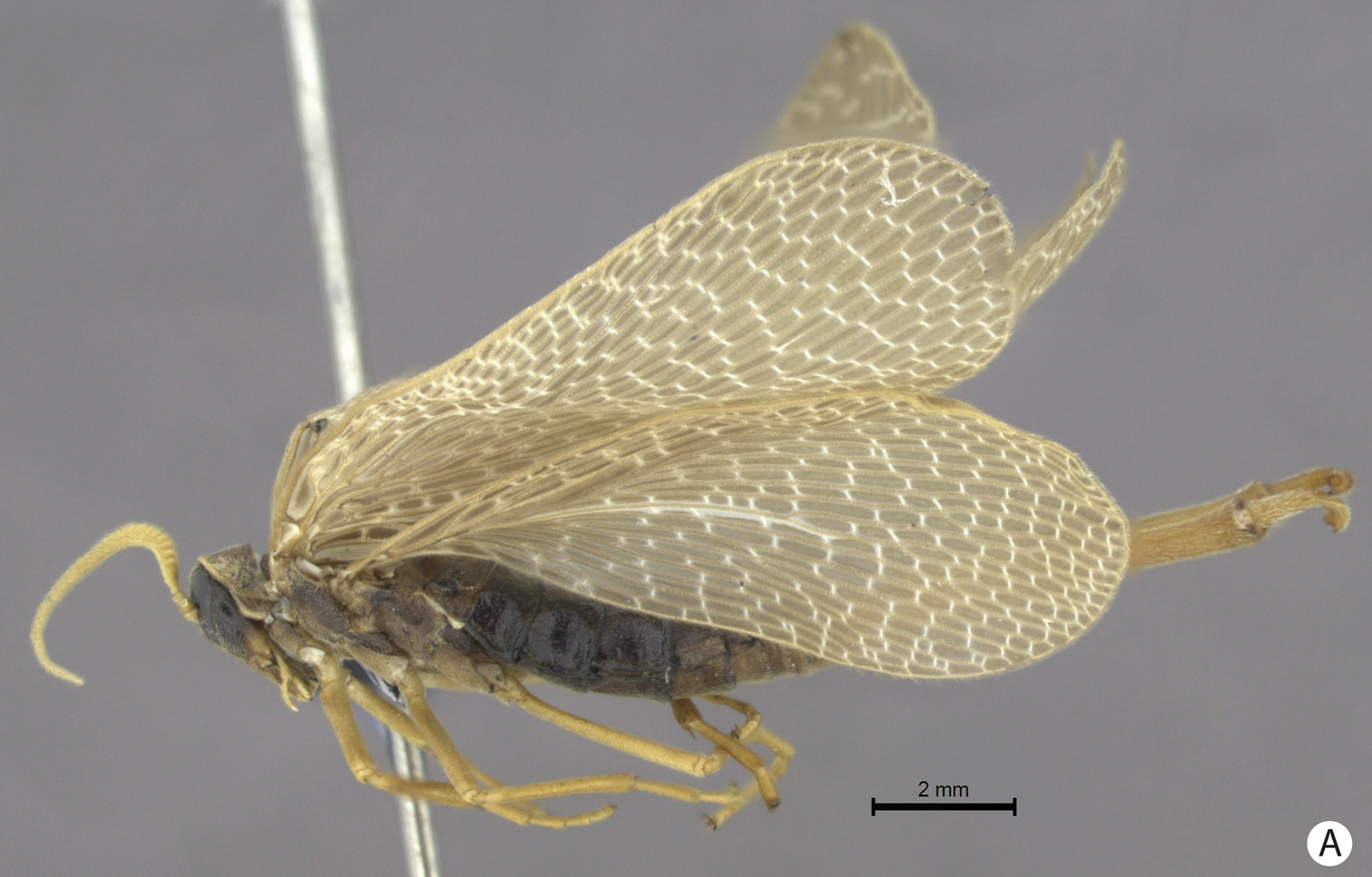
Austromerope brasiliensis, espécie brasileira da família Meropeidae

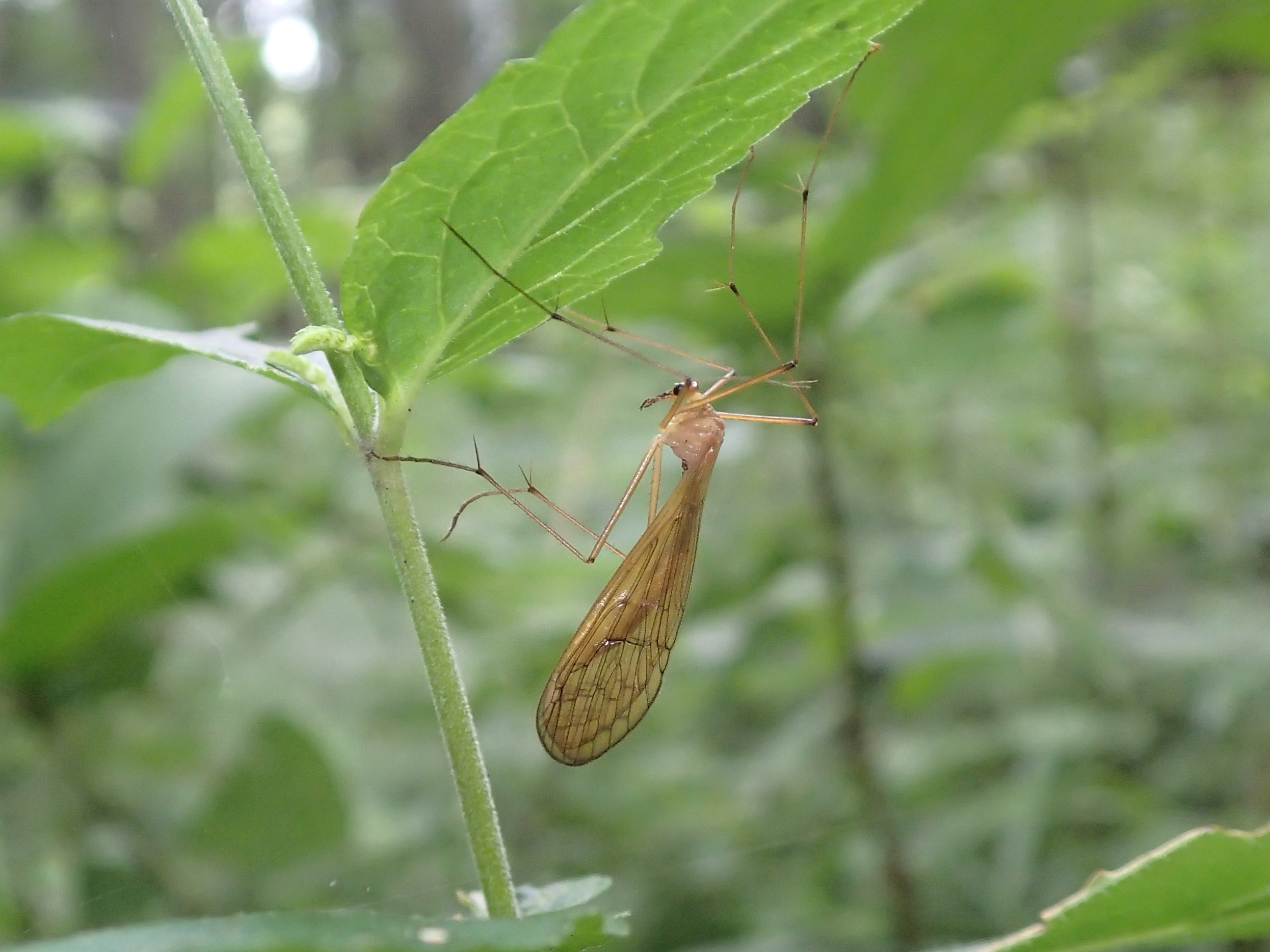
Bittacus sp., conhecidas como hanging flies, inglês para moscas que se penduram.

- Australianas: 5 famílias, 11 gêneros,  27 espécies;
- Neoárticas: 5 famílias, 7 gêneros,  72 espécies;
- Neotropicais: 3 famílias, 9 gêneros, 34 espécies;
- Etíopes:  1 famílias, 2 gêneros,  53 espécies;
- Orientais: 2 famílias, 4 gêneros,  190 espécies;
- Paleárticas: 3 famílias, 4 gêneros, 94 espécies.[6][7]

Outra análise importante se dá em relação a escassez aparente de Mecoptera em ilhas. Por exemplo, nenhuma espécie foi encontrada na ilha de Madagascar, embora diversas espécies são registradas a partir de regiões próximas da África. Nas ilhas do pacífico sul ocorre apenas uma endemia de espécie na Nova Zelândia. No Caribe a ocorrência de Mecoptera é conhecida apenas na ilha de Trinidade.
No Brasil conhecem-se cerca de 23 espécies, sendo a maioria do gênero Bittacus (16 espécies), seguida por Issikiella (3 espécies), Nannobittacus (2 espécies) e Pazius (2 espécies).
Apesar de atualmente ser considerada uma das ordens de insecta com menor número de representantes, há um longo registro fóssil, com aproximadamente 400 espécies distribuídas em mais de quinze famílias distintas, indicando grande diversidade evolutiva do grupo.
Os exemplares mais velhos de Mecoptera são fosseis de Nannochoristidae que remontam ao Permiano Superior (259.8 Ma – 251.902 Ma). Registros mais antigos que são encontrados geram problemas quanto à classificação porque são fósseis de asas isoladas, e a venação das asas de mecopteros basais difere pouco da condição ancestral de Antliophora e de Amphiesmenoptera. Dessa forma, esses exemplares mais antigos podem tanto pertencer a uma porção basal de Mecoptera quanto a outros clados mecopteróides de Mecopteroidea.
A diversificação do grupo ocorreu durante o Mesozoico, sendo que todas as famílias viventes já existiam no final do Cretáceo.

## Famílias
- Apteropanorpidae
- Panorpodidae
- Notiothaumidae/Eomeropidae
- Meropeidae
- Nannochoristidae
- Choristidae
- Boreidae
- Bittacidae
- Panorpidae

## Morfologia Externa
Possuem forma similar à dos dípteras da família tipulidae, com corpo alongado e fino, cabeça vertical hipognata com um prolongamento bicudo (em um rostro formado pelo clípeo, labro e gena), dirigido para baixo, onde, em sua extremidade, são encontradas as peças bucais.
Os mecópteras possuem desenvolvimento indireto, isto é, apresentam forma larval e forma adulta que diferem significativamente em suas morfologias e passam por um estágio de pupa.

### Ovos
Os ovos de Mecoptera são poliédricos ou esféricos e possuem córion duro. Para eclodirem necessitam de temperaturas adequadas e ambiente úmido, uma vez que absorvem a água para iniciarem o processo, aumentando de tamanho. A ausência das condições ideais leva geralmente a estágios de quiescência, em que podem permanecer por um longo período de tempo.

### Larva
Por serem organismos holometábolos, os Mecoptera apresentam forma larval após a eclosão do ovo. Neste estágio, são classificadas como eruciformes, possuindo corpo cilíndrico e cabeça, olhos e mandíbulas esclerotizados, ou seja, endurecidos. Possuem antenas curtas, três pares de patas torácicas pouco articuladas e podem apresentar 8 pares de falsas-patas abdominais para locomoção e/ou formações abdominais nos últimos segmentos para fixação ao substrato e locomoção.
Os espiráculos estão presentes no protórax (dois) e no abdômen (oito). Neste último também podem ser encontradas estruturas prolongadas que são usadas na camuflagem (crípse).
As larvas apresentam glândulas labiais sericígenas e peças bucais mastigadoras. Em Panorpa, Neopanorpa e Chorista, tem destaque a presença de olhos compostos com 30  ou mais omatídeos, uma vez que não se é conhecida a presença de tais órgãos sensoriais em larvas de qualquer outro inseto holometábolo. Também estão ausentes os ocelos nesses mesmos três gêneros.

### Pupa
As pupas de Mecoptera ficam localizadas nas câmaras escavadas no solo ou na madeira em decomposição e não possuem casulo. São do tipo exaradas, em que os membros são facilmente distinguíveis do corpo, e décticas, possuindo a possibilidade de articular as mandíbulas em estágio pupal.

### Imago
Imagos de Mecoptera são geralmente de pequeno tamanho (1,5 a 3,0 cm) e ativos durante um curto período do ano. Conforme é comum entre os insetos, apresentam corpo dividido em três tagmas: cabeça, tórax e abdômen.

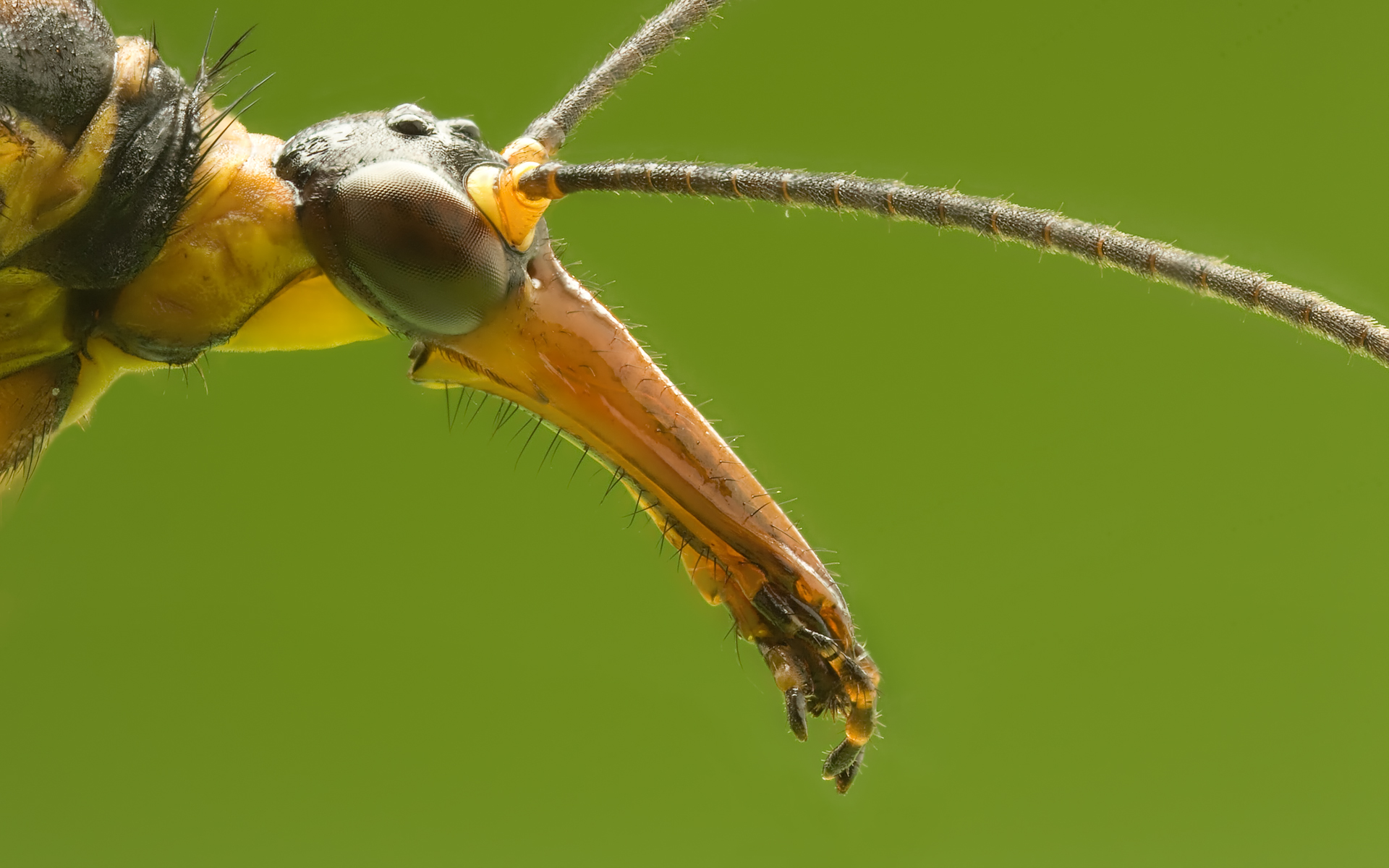
Detalhe da cabeça de Panorpa communis.

Os imagos possuem cabeça mais alongada que a sua forma larval, com peças bucais mandibulares delgadas,. Estas ficam estendidas em um rostro ventral proeminente adaptado ao hábito onívoro. Possuem um par de antenas filiformes longas, delgadas e multissegmentada, com o número de “artículos” variando entre 16 e aproximadamente 50, atingindo, geralmente, metade do comprimento do corpo. Apresentam olhos compostos bem desenvolvidos, com exceção de Apteropanorpa Carpenter, que não apresenta estes órgãos sensoriais, além de possuírem 3 ocelos no topo da cabeça .
A região torácica apresenta protórax pequeno e mesotórax e metatórax bem desenvolvidos e fundidos com o primeiro tergito abdominal. Neste tagma estão presentes dois pares de asas membranosas que são mantidas horizontalmente nos lados do corpo quando em repouso. Ambos os pares são estreitos, alongados e geralmente de mesmo tamanho ou de tamanhos muito próximos (apesar de existirem espécies com perda secundária de asas). A nervação é semelhante e bastante generalizada, com veios transversais, em geral, muito numerosos. Possuem três pares de patas longas e finas, permitindo que o animal permaneça pendurado ao prender as garras das pernas anteriores. A região do tarso é segmentada em 5 partes e, dentro da ordem Bittacidae, o quinto segmento, nas pernas posteriores, se dobra para trás sobre o quarto e é usado para a captura de presas.
O abdômen das fêmeas de Mecoptera possui 11 segmentos e um par de cercos que, geralmente, é segmentado em dois (não segmentados em Bittacidae e Boreidae). Em fêmeas de Boreidae, o décimo segmento é prolongado e, em conjunto com os cercos pontudos e esclerotizados, forma um ovipositor funcional.
O abdômen masculino, por sua vez, apresenta o segmento 9 bifurcado e com um par de clásperes bulbosos, que são usados durante o acasalamento para segurar a fêmea. O segmento 10 é discreto e apresenta cercos não-segmentado. Entretanto, a característica mais marcante do grupo, que inclusive deu origem ao nome comum desta ordem (mosca-escorpião), refere-se à aparência distinta da genitália masculina presente nos membros da família Panorpidae: os segmentos terminais são aumentados e retidos sobre o abdômen como a cauda de um escorpião e os clásperes formam uma estrutura similar ao ferrão destes em sua porção terminal. Porém, apesar de sua aparência, a cauda dos Mecoptera é inofensiva.

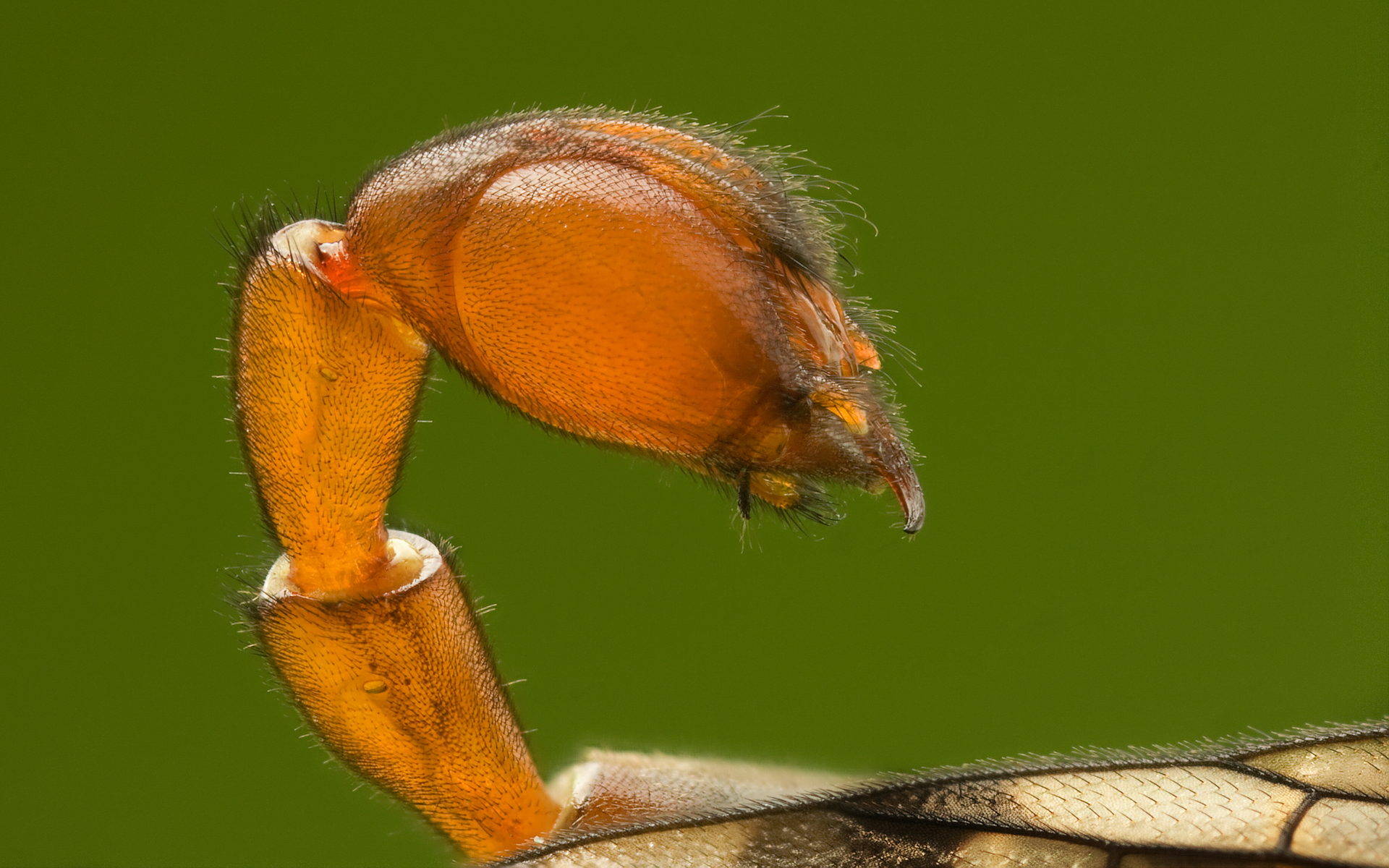
Detalhe do último segmento abdominal do macho de Panorpa communis

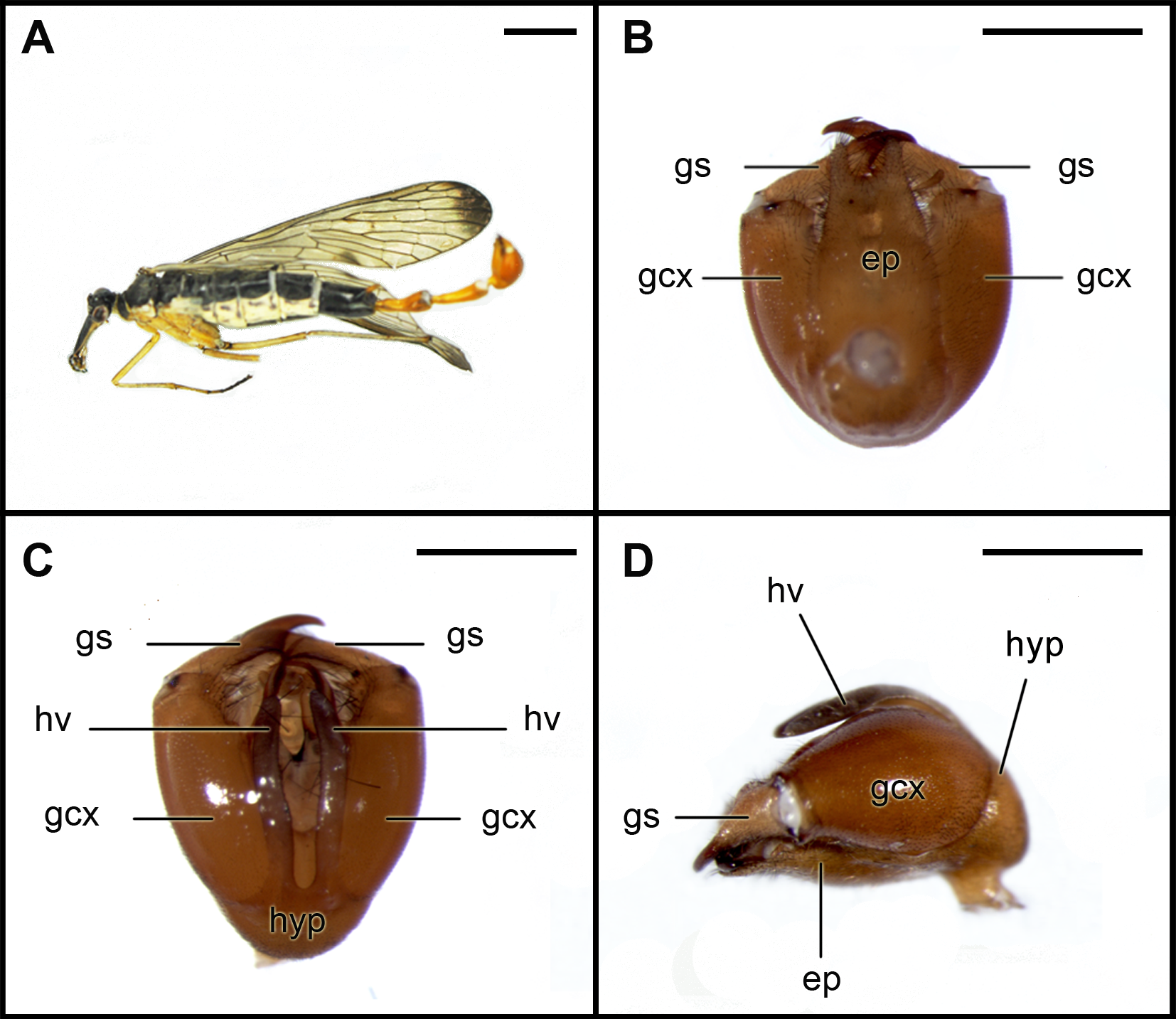
Panorpa dubia, anatomia do último segmento abdominal de um macho

## Morfologia Interna
O sistema digestivo dos mecópteras adultos apresenta duas estruturas de destaque na região do pré-abdômen: o esôfago e o papo. O primeiro possui duas dilatações que formam uma estrutura similar a um aparelho de sucção, e o segundo é provido de cerdas longas, o que possibilita que os alimentos ingeridos sejam filtrados.
O sistema excretor, por sua vez, é caracterizado por apresentar seis túbulos de Malpighi, e o sistema nervoso costuma ser generalizado, apresentando três gânglios torácicos e entre cinco e oito abdominais, tendo os machos geralmente um a mais do que as fêmeas.
Quanto ao sistema reprodutor masculino, cada testículo compreende três ou quatro folículos e o par de canais deferentes abrem-se separadamente em uma vesícula seminal mediana, que também recebe produtos de um par de glândulas acessórias. Já nas fêmeas, cada ovário contém 7 a 19 ovaríolos politróficos (em Nannochoristidae e Boreidae, os ovaríolos são panoisticos, ou seja, produzem óvulos sem vitelo). Os ovidutos emparelhados unem-se antes de entrar em uma bolsa genital. Nos machos, os dutos da espermateca e glândulas acessórias também conduzem a essa bolsa. 

## Ciclo de Vida
Após a cópula e produção de ovos, a fêmea deposita os ovos no solo em locais úmidos, individualmente ou agrupados por secreções. Em Boreidae,os ovos são postos um a um entre musgos e, em Bittacidae, as fêmeas se penduram na vegetação e deixam os ovos caírem no chão. Em condições ambientais ideais, eles eclodem após um período relativamente curto de tempo, levando poucos dias, porém, por terem a capacidade de entrar em quiescência devido à fatores ambientais adversos, os ovos podem levar um longo período de tempo para eclodirem. Em espécies que vivem em condições de calor, por exemplo, os ovos podem permanecer nesse estágio por vários meses, de forma que as larvas só emergem quando a estação de seca termina.
As larvas são em sua maioria terrestres, habitantes de zonas úmidas (com exceção de Nannochoristidae que são aquáticas predadoras, e geralmente comem vegetação ou procuram insetos mortos, podendo ser encontradas em zonas de montanha ou sobre a vegetação) e passam por quatro a sete ínstares, geralmente dentro de um ano da sua eclosão. Durante o estágio de pré-pupa escavam o solo ou a madeira em decomposição, criando uma câmara próxima à superfície onde empupam. A duração desse estágio depende de quantas gerações ocorrem em um ano. Nas espécies em que esse número é dois, o estágio dura apenas um mês, já naquelas que são univoltinas, ou seja, completam um ciclo de vida em um ano, o mecóptero permanece como pré-pupa durante todo o inverno, levando, portanto, vários meses.
As pupas configuram um importante estágio de resistência em ambientes mais secos, nos quais podem passar vários meses em diapausa, antes de emergirem como adultos quando as condições forem mais adequadas. Em condições ideais, o adulto emerge entre dez a cinquenta dias da empupação, somente após ter alcançado a fase polípoda.

## Ecologia

### Habitat e Hábito Alimentar
Os habitats e os hábitos alimentares dos Mecopteras são variados. A maioria habita locais úmidos, como o solo de florestas densas, algumas poucas espécies ocupam ambientes semi-áridos e outros residem em ambientes árticos e montanhosos. Essa ordem apresenta majoritariamente hábito alimentar saprófago, mas também predatorial, fitófago e outros também se alimentar de pólen e néctar.

### Relações Interespecíficas
Os Mecoptera apresentam algumas relações interespecíficas recorrentes na literatura. Algumas espécies da família Panorpidae são conhecidas por serem cleptoparasitas de aranhas construtoras de teias, roubando e se alimentando de insetos mortos ou que estão morrendo, presos na teia, ou mesmo das próprias aranhas. Dentre os principais inimigos naturais de mecoptera as aranhas construtoras de teia se destacam como os predadores mais importantes das famílias Panorpidae e Bittacidae. Dentre os demais inimigos podemos citar algumas moscas da família Asilidae, alguns Hemiptera da família Reduviidae e algumas espécies de Zygoptera da ordem Odonata. Algumas larvas de Hymenopteras também já foram encontradas parasitando larvas da família Boreidae.

### Comportamento Reprodutivo
Geralmente as fêmeas são atraídas pelos machos pelo feromônio liberados por suas glândulas tergais e por extensão ventral do hypandrium, mas também existe referência a estridulação, ou seja, produção de som pelo atrito de parte duras. Os mecanismos de corte variam entre as diferentes famílias.
São conhecidas três formas de cópula em Panorpidae: oferecimento de massas salivares, oferecimento de presas ou cópula forçada, sendo está última pouco usual e menos efetiva na transferência de espermas. As duas primeiras também estão presentes em Bittacidae. Em Boreidae, a fêmea é sujeitada pelo macho devido às suas asas pouco desenvolvidas.
A cópula pode ser interrompida pelas fêmeas, que voam em busca de outro parceiro.

## Interações com humano e importância econômica
Até o momento não houve atribuição de importância econômica às espécies descritas de Mecoptera. O encontro de exemplares em áreas de reflorestamento recente revela provável potencial da família Bittacidae como bioindicadores da qualidade ambiental.
Além disso, os mecópteros foram identificados em 2015 como um dos primeiros organismos que chegam em um cadáver humano no outono, permanecendo por um dia e meio e ultrapassando em número as moscas, que são mais comumente associadas a essas situações. No Chile, já tinha sido relatada a presença de Notiothauma reedi em cadáveres de vertebrados (Oryctolagus cuniculos e Gallus gallus) em decomposição avançada em 2007, mas a descoberta de Mecoptera com ação necrofágica relacionada a humanos é recente e importante, pois, além de permitir a identificação mais precisa da hora da morte, também possibilita diferenciar ferimentos provocados post mortem pelas mordidas destes animais daqueles relacionados ao crime, um erro que costuma ocorrer com certa frequência no âmbito da perícia criminal, uma vez que muitos dos ferimentos causados por insetos necrófagos são similares a abrasões.

## Filogenia

### Posicionamento e relações externas
Não há dúvidas quanto ao posicionamento de Mecoptera dentro de Endopterygota, mas a sua posição relativa dentro do grupo e a sua monofilia ainda são debatidas. As classificações mais usadas para esse grupo diferem entre si, nesse ponto, quanto ao posicionamento relativo entre Mecoptera, Diptera e Siphonaptera e quanto à monofilia de Mecoptera, quando perto da virada dos anos 90 para os anos 2000 passou-se a sugerir uma relação mais próxima entre este e Siphonaptera, culminando em trabalhos nos primeiros anos do terceiro milênio que colocam a família Boreidae, classicamente inserida em Mecoptera, como grupo-irmão de Siphonaptera, e o clado formado entre esses dois como grupo-irmão do clado formado pela união das outras famílias de Mecoptera. Dessa maneira, a monofilia de Mecoptera somente seria recuperada inserindo-se Siphonaptera dentro deste ou deixando de considerar Boreidae como integrante da ordem.
A árvore filogenética abaixo apresenta a divisão mais tradicional e que foi reforçada em trabalhos mais recentes, além de mostrar a posição relativa do clado Antliophora em Holometabola.

|  | Neuropterida                                                |
|  |                                                             |
|  | \| \| Coleoptera \| \| \| \| \| \| Strepsiptera \| \| \| \| |
|  |                                                             |
|  | Coleoptera                                                  |
|  |                                                             |
|  | Strepsiptera                                                |
|  |                                                             |

|  | Coleoptera   |
|  |              |
|  | Strepsiptera |
|  |              |

|  | Lepidoptera |
|  |             |
|  | Trichoptera |
|  |             |

|  | Diptera (moscas e mosquitos)                                        |
|  |                                                                     |
|  | \| \| Siphonaptera (pulgas) \| \| \| \| \| \| Mecoptera \| \| \| \| |
|  |                                                                     |
|  | Siphonaptera (pulgas)                                               |
|  |                                                                     |
|  | Mecoptera                                                           |
|  |                                                                     |

|  | Siphonaptera (pulgas) |
|  |                       |
|  | Mecoptera             |
|  |                       |

|  | Lepidoptera |
|  |             |
|  | Trichoptera |
|  |             |

|  | Diptera (moscas e mosquitos)                                        |
|  |                                                                     |
|  | \| \| Siphonaptera (pulgas) \| \| \| \| \| \| Mecoptera \| \| \| \| |
|  |                                                                     |
|  | Siphonaptera (pulgas)                                               |
|  |                                                                     |
|  | Mecoptera                                                           |
|  |                                                                     |

|  | Siphonaptera (pulgas) |
|  |                       |
|  | Mecoptera             |
|  |                       |

|  | Neuropterida                                                |
|  |                                                             |
|  | \| \| Coleoptera \| \| \| \| \| \| Strepsiptera \| \| \| \| |
|  |                                                             |
|  | Coleoptera                                                  |
|  |                                                             |
|  | Strepsiptera                                                |
|  |                                                             |

|  | Coleoptera   |
|  |              |
|  | Strepsiptera |
|  |              |

|  | Lepidoptera |
|  |             |
|  | Trichoptera |
|  |             |

|  | Diptera (moscas e mosquitos)                                        |
|  |                                                                     |
|  | \| \| Siphonaptera (pulgas) \| \| \| \| \| \| Mecoptera \| \| \| \| |
|  |                                                                     |
|  | Siphonaptera (pulgas)                                               |
|  |                                                                     |
|  | Mecoptera                                                           |
|  |                                                                     |

|  | Siphonaptera (pulgas) |
|  |                       |
|  | Mecoptera             |
|  |                       |

|  | Lepidoptera |
|  |             |
|  | Trichoptera |
|  |             |

|  | Diptera (moscas e mosquitos)                                        |
|  |                                                                     |
|  | \| \| Siphonaptera (pulgas) \| \| \| \| \| \| Mecoptera \| \| \| \| |
|  |                                                                     |
|  | Siphonaptera (pulgas)                                               |
|  |                                                                     |
|  | Mecoptera                                                           |
|  |                                                                     |

|  | Siphonaptera (pulgas) |
|  |                       |
|  | Mecoptera             |
|  |                       |

|  | Neuropterida                                                |
|  |                                                             |
|  | \| \| Coleoptera \| \| \| \| \| \| Strepsiptera \| \| \| \| |
|  |                                                             |
|  | Coleoptera                                                  |
|  |                                                             |
|  | Strepsiptera                                                |
|  |                                                             |

|  | Coleoptera   |
|  |              |
|  | Strepsiptera |
|  |              |

|  | Lepidoptera |
|  |             |
|  | Trichoptera |
|  |             |

|  | Diptera (moscas e mosquitos)                                        |
|  |                                                                     |
|  | \| \| Siphonaptera (pulgas) \| \| \| \| \| \| Mecoptera \| \| \| \| |
|  |                                                                     |
|  | Siphonaptera (pulgas)                                               |
|  |                                                                     |
|  | Mecoptera                                                           |
|  |                                                                     |

|  | Siphonaptera (pulgas) |
|  |                       |
|  | Mecoptera             |
|  |                       |

|  | Lepidoptera |
|  |             |
|  | Trichoptera |
|  |             |

|  | Diptera (moscas e mosquitos)                                        |
|  |                                                                     |
|  | \| \| Siphonaptera (pulgas) \| \| \| \| \| \| Mecoptera \| \| \| \| |
|  |                                                                     |
|  | Siphonaptera (pulgas)                                               |
|  |                                                                     |
|  | Mecoptera                                                           |
|  |                                                                     |

|  | Siphonaptera (pulgas) |
|  |                       |
|  | Mecoptera             |
|  |                       |

|  | Neuropterida                                                |
|  |                                                             |
|  | \| \| Coleoptera \| \| \| \| \| \| Strepsiptera \| \| \| \| |
|  |                                                             |
|  | Coleoptera                                                  |
|  |                                                             |
|  | Strepsiptera                                                |
|  |                                                             |

|  | Coleoptera   |
|  |              |
|  | Strepsiptera |
|  |              |

|  | Lepidoptera |
|  |             |
|  | Trichoptera |
|  |             |

|  | Diptera (moscas e mosquitos)                                        |
|  |                                                                     |
|  | \| \| Siphonaptera (pulgas) \| \| \| \| \| \| Mecoptera \| \| \| \| |
|  |                                                                     |
|  | Siphonaptera (pulgas)                                               |
|  |                                                                     |
|  | Mecoptera                                                           |
|  |                                                                     |

|  | Siphonaptera (pulgas) |
|  |                       |
|  | Mecoptera             |
|  |                       |

|  | Lepidoptera |
|  |             |
|  | Trichoptera |
|  |             |

|  | Diptera (moscas e mosquitos)                                        |
|  |                                                                     |
|  | \| \| Siphonaptera (pulgas) \| \| \| \| \| \| Mecoptera \| \| \| \| |
|  |                                                                     |
|  | Siphonaptera (pulgas)                                               |
|  |                                                                     |
|  | Mecoptera                                                           |
|  |                                                                     |

|  | Siphonaptera (pulgas) |
|  |                       |
|  | Mecoptera             |
|  |                       |

Já essa segunda árvore não apresenta a posição de Antliophora, como feito anterioremente, e sim a proposta de criação de um clado exclusivo à Siphonaptera e Boreidae.

|  | Mecoptera (excluindo-se Boreidae)                         |
|  |                                                           |
|  | \| \| Siphonaptera \| \| \| \| \| \| Boreidae \| \| \| \| |
|  |                                                           |
|  | Siphonaptera                                              |
|  |                                                           |
|  | Boreidae                                                  |
|  |                                                           |

|  | Siphonaptera |
|  |              |
|  | Boreidae     |
|  |              |

|  | Mecoptera (excluindo-se Boreidae)                         |
|  |                                                           |
|  | \| \| Siphonaptera \| \| \| \| \| \| Boreidae \| \| \| \| |
|  |                                                           |
|  | Siphonaptera                                              |
|  |                                                           |
|  | Boreidae                                                  |
|  |                                                           |

|  | Siphonaptera |
|  |              |
|  | Boreidae     |
|  |              |

### Relações internas
O arranjo interno das famílias de Mecoptera ainda não é um consenso entre os entomologistas, sendo apresentada de maneiras diferentes nos diferentes trabalhos que saem sobre essa ordem. As principais discordâncias envolvem a possibilidade de Mecoptera ser parafilético e também quanto à família Nannochoristidae, que é considerada ou um grupo basal ou até mesmo um grupo fora de Mecoptera, graças a suas diferenças marcantes em relação às outras famílias. Duas propostas são mostradas abaixo, mas há mais propostas em diferentes trabalhos.